# Bernhard Feuerstein

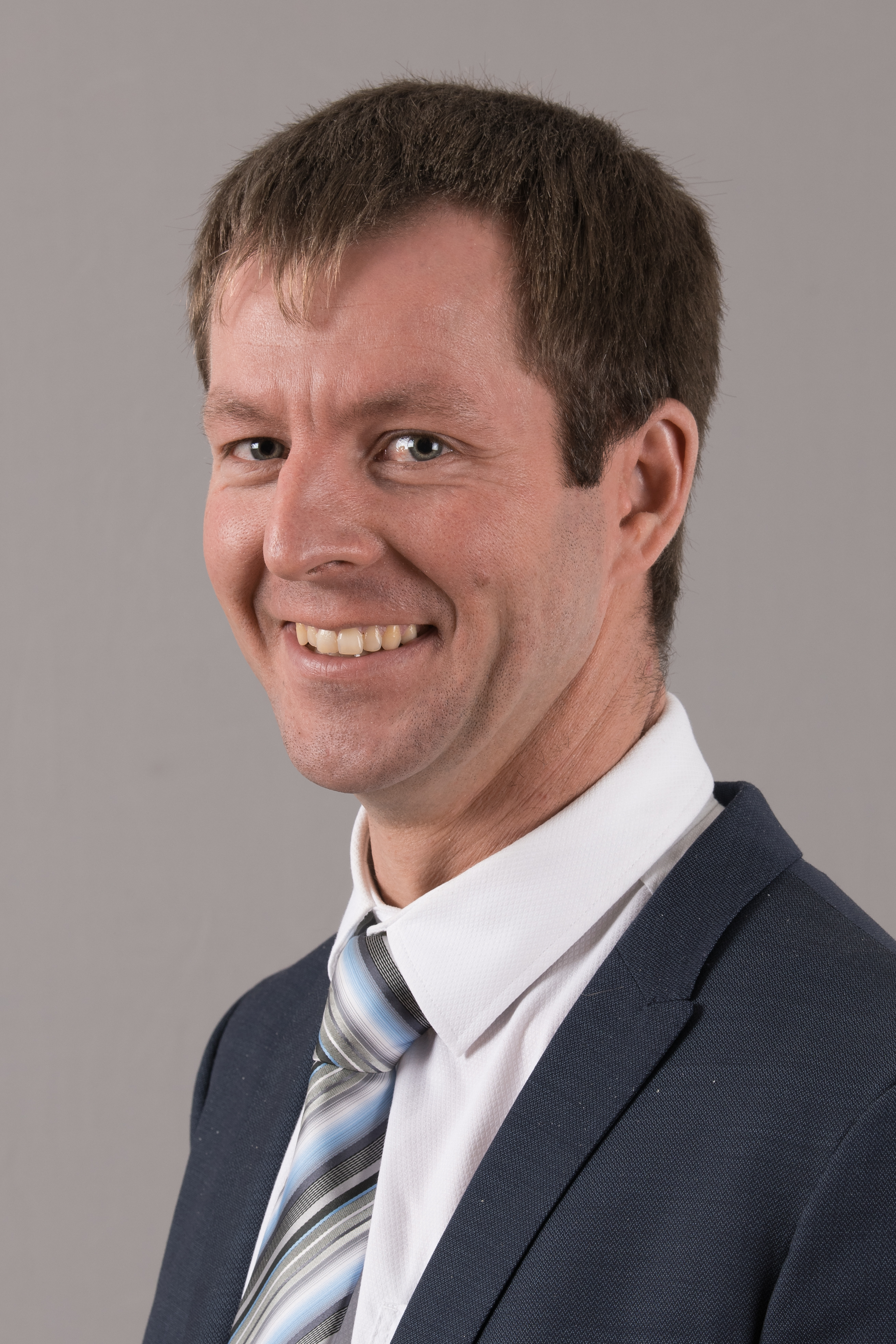
Bernhard Feuerstein (2017)

Bernhard Feuerstein (* 2. Dezember 1983 in Andelsbuch) ist ein österreichischer Politiker (ÖVP) und Landwirt. Feuerstein ist seit 2014 Abgeordneter zum Vorarlberger Landtag.

## Ausbildung und Beruf
Bernhard Feuerstein wurde am 2. Dezember 1983 als Sohn von Johann Jakob und Luzia Feuerstein in der Bregenzerwäldergemeinde Andelsbuch geboren und wuchs dort auch auf. Er besuchte die Volksschule in Andelsbuch und die Hauptschule in Egg, ehe er von 1998 bis 2001 die Landwirtschaftsschule Hohenems absolvierte.
Seine berufliche Karriere startete Feuerstein im Jahr 2001 als Schlosser-Lehrling beim Unternehmen Felder Mechanik in seiner Heimatgemeinde Andelsbuch. Nach bestandener Gesellenprüfung im Jahr 2004 arbeitete er noch bis 2005 als Schlosser-Geselle bei Felder Mechanik. Anschließend arbeitete er im elterlichen Landwirtschaftsbetrieb mit und übernahm diesen schließlich im Jahr 2012. Ein Jahr später legte er noch die Meisterprüfung in Landwirtschaft ab.

## Politischer Werdegang
Seit dem 15. Dezember 2005 ist Bernhard Feuerstein Parteimitglied der ÖVP durch seine Mitgliedschaft im Bauernbund, einer ÖVP-Teilorganisation. Seit 2005 ist er sowohl Kassaprüfer des Bauernbunds Bregenzerwald als auch Mitglied der Bezirksleitung des Bregenzerwälder Bauernbunds. Außerdem war er acht Jahre lang Funktionär der Landjugend/Landbauernschaft, wobei er vier Jahre davon (2005 bis 2009) Landesobmann der Landjugend Vorarlberg war. Seit der Gemeindevertretungswahl 2010 ist Feuerstein Mitglied der Gemeindevertretung in seiner Heimatgemeinde Andelsbuch.
Einhergehend mit seiner Wahl in den Vorarlberger Landtag wurde Bernhard Feuerstein 2004 auch Mitglied der Bezirksparteileitung der ÖVP Bregenzerwald sowie des Landesparteivorstands der ÖVP Vorarlberg.
Am 5. November 2014 wurde Feuerstein als Nachrückerkandidat für Landesrätin Bernadette Mennel als Abgeordneter im Vorarlberger Landtag angelobt. Im Landtag der 30. Gesetzgebungsperiode übernahm er die Funktion des Bereichssprechers des ÖVP-Landtagsklubs für die Themen Umwelt, Abfallwirtschaft und Tierschutz. Zudem wurde er in der 30. Legislaturperiode zum Obmann-Stellvertreter des Ausschusses für Umwelt und Klimaschutz gewählt.